# Айрі Судзукі
Айрі Судзукі (яп. 鈴木 愛理、すずき あいり, Судзукі Айрі, нар. 12 квітня 1994 в префектурі Гіфу; виросла в префектурі Тіба, Японія) — японський ідол, співачка та модель.
Айрі Судзукі входить до складу гуртів °C-ute і Buono!. Її батьки, Тору і Кеко Сузукі — професійні гольфісти. Кеко Судзукі вже покинула великий спорт, а Тору Судзукі продовжує виступати, в 2009 році виграв свій 8-й за рахунком турнір.

## Біографія

### 2002—2005: Hello! Project Kids, 4Kids та Aa!
У 2002 році Айрі Сузукі брала участь у масштабному прослуховуванні для Hello! Project Kids, що зібрав 27958 кандидаток, і увійшла до 15 переможиць.
Її першою роботою був тимчасовий гурт 4Kids, що знімався у фільмі «Mini Moni ja Movie: Okashi na Daibouken!» за участю гурту Mini Moni, що вийшов наприкінці 2002 року.
Пізніше в тому ж році Айрі Сузукі увійшла до складу ще одного гурту, Aa!, Разом з Рейном Танака з Morning Musume та іншою учасницею Hello! Project Kids, Міябе Нацуякі. Їх єдиний сингл, «FIRST KISS», вийшов 19 жовтня 2003 року. На той момент їй було 9 років 6 місяців і 17 днів, і вона була наймолодшою ведучою вокалісткою на синглі Hello! Project.

### 2005—2017: Cute та Buono!
11 червня 2005 був анонсований новий гурту °C-ute, до якого Айрі Сузукі увійшла разом з шістьма іншими учасницями Hello! Project Kids. Пізніше, в 2006 році, до них приєдналася Канна Аріхара, і гурт випустив перший сингл.
У 2007 році Айрі Сузукі, Момоко Цугунага та Міябе Нацуякі з Berryz Kobo склали нову групу Buono!. Про створення групи було оголошено 21 липня. Перший сингл Buono! вийшов 31 жовтня.
У червні 2009 року Айрі випустила вже четверту свою фотокнигу, «Aoiro».
Наприкінці жовтня 2010 року Айрі з'явилася на обкладинці грудневого номера журналу «UP to boy» разом з Маю Ватанабе з гурту AKB48 в першій фотоколлабораціі між AKB48 та Hello! Project.
У листопаді 2010 року стало відомо, що Айрі Сузукі зіграє у фільмі жахів «Keitai Kanojo», реліз якого на DVD намічений на квітень. Сузукі отримала головну роль у фільмі — школярки, яка розслідує вбивства, пов'язані з симулятором побачень.
У 2013 році Suzuki увійшла до підгрупи Dia Lady разом з Risako Sugaya для руху Сатумі. Діа Леді Гаги випустила пісню «Lady Mermaid» 7 серпня 2013 року у компіляційному альбомі з іншими виконавцями руху Сатумі.
21 квітня 2015 року Айрі стала ексклюзивною моделлю для журналу моди Ray, починаючи з червневого видання. З 6 липня 2016 року Судзукі також веде власну радіопередачу «Airi's Potion».
У 2016 році стало відомо про плани розформування гурту у червні 2017 року. Спочатку Судзукі планувала стати моделлю та ведучою новин, але вирішила продовжити свою співочу кар'єру.

### 2018— дотепер: сольні виступи,Do Me a Favor
У квітні 2018 року Айрі Судзукі анонсувала свій сольний дебютний альбом Do Me a Favor, який вийшов 6 червня 2018 року та містив співпрацю з групами Scandal, Akai Ko-en та Spicy Chocolate. Провідний сингл альбому «Distance» вийшов 3 травня 2018 року для просування альбому разом з музичними кліпами «Distance», «Start Again» та «#DMAF» «Do Me a Favor» досягла свого піку № 6 у щотижневому рейтингу альбомів Oricon. У день виходу альбому Судзукі також випустила кліп на пісню «Hikari no Hou e», її спільну пісню з Akai Ko-en.
Судзукі була оголошена музичним гостем на показі моди Осінь/Зима 2018 року в рамках конкурсу Rakuten Girls Award. У квітні 2020 року Айрі Судзукі з'явилася як відомий артист у манґі Аки Акасаки Kaguya-sama wa Kokurasetai: Tensai-tachi no Ren'ai Zunōsen.

## Дискографія

### DVD
| № | Назва                           | Дата виходу    | Місце                   | Лейбл / Примітки |
| № | Назва                           | Дата виходу    | Oricon Тиждень DVD Чарт | Лейбл / Примітки |
| - | ------------------------------- | -------------- | ----------------------- | ---------------- |
| 1 | AIRI'S CLASSIC                  | 25 червня 2008 | 45                      | Zetima           |
| 2 | Pure Blue                       | 1 липня 2009   | 27                      | Zetima           |
| 3 | Natsu Yasumi (яп. 夏休み)       | 25 серпня 2010 | 63                      | Zetima           |
| 4 | Kibun Tenkan (яп. 気分てんかん) | 13 липня 2011  | 44                      | Zetima           |
| 5 | Natsu Karada (яп. 夏カラダ)     | 8 серпня 2011  | 73                      | Zetima           |

### Студійні альбоми
| Назва                                                                             | Рік  | Альбом                                               | Пікові позиції чарту | Пікові позиції чарту | Продажі |
| Назва                                                                             | Рік  | Альбом                                               | JPN                  | JPN                  | Продажі |
| Назва                                                                             | Рік  | Альбом                                               | Oricon               | Billboard Japan      | Продажі |
| --------------------------------------------------------------------------------- | ---- | ---------------------------------------------------- | -------------------- | -------------------- | ------- |
| Do Me a Favor                                                                     | 2018 | - Реліз: 6 червня 2018 - Лейбл: Zetima - Формат: CD  | 6                    | 6                    | 18,273+ |
| I                                                                                 | 2019 | - Реліз: 18 грудня 2019 - Лейбл: Zetima - Формат: CD | 11                   | 11                   | 13,412+ |
| «—» позначає випуски, які не входили до чарту або не мали релізу у цьому регіоні. |      |                                                      |                      |                      |         |

## Фільмографія
| Рік  |   | Назва                                                                                                  | Роль |    |
| ---- | - | --- | ---- | -- |
| 2002 | ф | Mini Moni ja Movie: Okashi na Daibouken! (яп. ミニモニ。じゃ ムービー お菓子な大冒険！) (декабрь 2002) |      | ру |
| 2008 | с | Hitmaker Aku Yuu Monogatari (яп. ヒットメーカー 阿久悠物語)                                            |      | ру |
| 2011 | ф | Keitai Kanojo (яп. 携帯彼女) (6 апреля 2011)                                                           |      | ру |
| 2011 | ф | Vampire Stories (яп. ヴァンパイア・ストーリーズ) (22 июня 2011)                                        |      | ру |
| 2011 | ф | Gomennasai (яп. ゴメンナサイ) (29 октября 2011)                                                        |      | ру |
| 2011 | ф | Ousama Game (яп. 王様ゲーム) (2011)                                                                    |      | ру |

### Фотокниги
- Airi (яп. 愛理) (19 травня 2007 року)
- CLEAR (5 грудня 2007 року)
- 6gatsu no Kajitsu (яп. 6月の果実, Июньский фрукт) (20 червня 2008 року)
- Aoiro (яп. 蒼色, Лазурный цвет) (25 червня 2009 року)
- Toukou-bi (яп. 登校日) (20 серпня 2010 року)